# Relentless Recurrence
Relentless Recurrence — третий студийный альбом тайваньской симфоник-блэк-метал-группы Chthonic, выпущенный 1 апреля 2002 года на лейбле Crystal Records и переизданный 26 июня 2007 года на лейбле SPV GmbH.
На песню «Onset of Tragedy» было выпущен клип, ставший первым в истории группы.

## Отзывы критиков
| Оценки критиков | Оценки критиков |
| Источник        | Оценка          |
| --------------- | --------------- |
| AllMusic        | [ 1 ]           |
| Rock Hard       | [ 2 ]           |
| Metal.de        | [ 3 ]           |

Грег Прато из AllMusic оценил альбом в 3.5 звезды из 5 и сказал, что в альбоме нет ничего слишком причудливого или принципиально нового, просто рабочий, прямолинейный метал. Штендаль из Metal.de написал, что технически альбом сделан неплохо, но всё же подобная музыка чрезвычайно старомодна.

## Список композиций

### Английская версия
| №   | Название                     | Длительность |
| --- | ---------------------------- | ------------ |
| 1.  | «Nemesis»                    | 2:40         |
| 2.  | «Onset of Tragedy»           | 6:32         |
| 3.  | «Obituary Tuning»            | 3:39         |
| 4.  | «Grievance, Acheron Poem»    | 8:35         |
| 5.  | «Revert to Mortal Territory» | 3:42         |
| 6.  | «Funest Demon Born»          | 2:25         |
| 7.  | «Vengeance Arise»            | 4:30         |
| 8.  | «Slaughter in Tri-Territory» | 8:07         |
| 9.  | «Grab the Soul to Hell»      | 5:05         |
| 10. | «Relentless Recurrence»      | 7:16         |

### Китайская версия
| №   | Название                         | Длительность |
| --- | -------------------------------- | ------------ |
| 1.  | «業» (Ye)                        | 2:44         |
| 2.  | «悲命格» (Be Ming Ge)            | 6:33         |
| 3.  | «恨葬林投» (Hen Zang Lin Tou)    | 3:39         |
| 4.  | «冥河冤賦» (Ming He Yuan Fu)     | 8:37         |
| 5.  | «返陽救子» (Fan Yang Jiu Zi)     | 3:42         |
| 6.  | «厲鬼生» (Li Gui Shen)           | 2:26         |
| 7.  | «殺徒» (Sha Tu)                  | 4:26         |
| 8.  | «恨弒三界» (Hen Shi San Jie)     | 8:20         |
| 9.  | «掠魂入閻獄» (Lve Hun Ru Yan Yu) | 8:12         |
| 10. | «永劫輪迴» (скрытый трек)        | 8:10         |

## Участники записи
- Фредди Лим — вокал, эрху
- Jesse Liu — гитара, бэк-вокал
- Doris Yeh — бас-гитара, бэк-вокал
- Ambrosia — клавишные
- A-Jay — ударные